# Jan van der Straet
Joannes Stradanus (Brugge, 1523 – Florence, 2 november 1605) (ook: Jan van der Straet, Giovanni della Strada, Giovanni  Stradano, Giovanni Stratensis) was een Vlaams kunstschilder, verbonden aan het hof van de Medici in Florence. Hij is ook bekend als ontwerper van gravures en wandtapijten.
Stradanus werd als kunstschilder opgeleid door zijn vader en vanaf 1537 door Pieter Aertsen in Antwerpen. In 1545 werd Stradanus toegelaten tot het Antwerpse Sint-Lucasgilde.

## Florence
Kort voor 1550 reisde hij via Lyon naar Italië. Hij bracht een aantal maanden door in Venetië en vestigde zich vervolgens Florence. Daar werkte Stradanus in opdracht van groothertog Cosimo I de' Medici aan ontwerpen voor wandtapijten. Van 1550 tot 1553 werkte Stradanus als assistent van Francesco de' Rossi (Il Salviati) aan de Belvédère-galerij in het Vaticaan.
Vanaf 1553 werkte Stradanus in Florence voor Giorgio Vasari. Onder diens leiding werkte hij mee aan de herinrichting van het hertogelijk paleis Palazzo Vecchio. Hij ontwierp wandtapijten en schilderde er de fresco's in het "Sala della Gualdrara". Zijn portret is, samen met dat van Giorgio Vasari, als blijk van waardering opgenomen op het plafond van de Salone dei Cinquecento.
Hij voegde in de periode 1570-1572  twee schilderijen toe aan de Studiolo van Francesco I in het Palazzo Vecchio, waaronder "Het atelier van de alchemist".
Hij schilderde ook grote altaarstukken voor verschillende kerken in Florence: Santa Croce, Santissima Annunziata, Santa Maria Novella en Santo Spirito.

## Ontwerper van tapijten en prenten
Tussen 1567 en 1577 ontwierp Stradanus een serie tapijten voor de villa van de Medici te Poggio a Caiano. Deze ontwerpen werden gereproduceerd door graveurs in Antwerpen, zoals Theodor Galle en Hans Collaert. Het succes van de verkoop van deze prenten inspireerde Stradanus tot het maken van meer ontwerpen.
Een belangrijke serie gravures naar ontwerp van Stradanus is Nova Reperta. Deze serie verbeeldt de vindingen van de nieuwe tijd (16e eeuw) zoals de ontdekking van Amerika, de boekdrukkunst, windmolens en de uitvinding van de bril.

## Stijl
In al zijn schilderijen zoekt hij een evenwicht tussen het Vlaamse realisme en de elegante, maar toch maniëristische stijl van de Italiaanse schilders Giorgio Vasari, Francesco de' Rossi (Il Salviati) en Agnolo Bronzino.

## Galerij

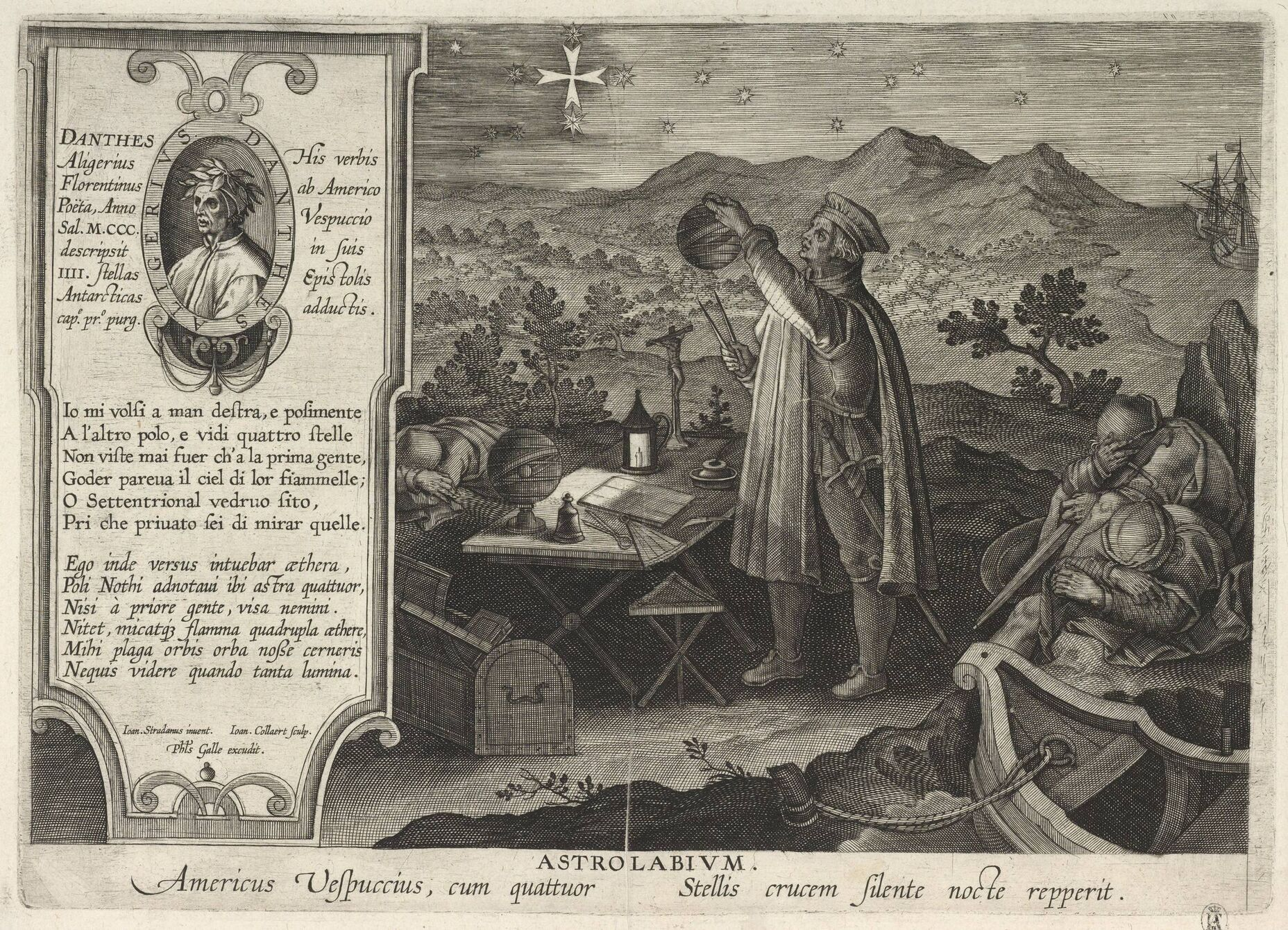
Nova Reperta
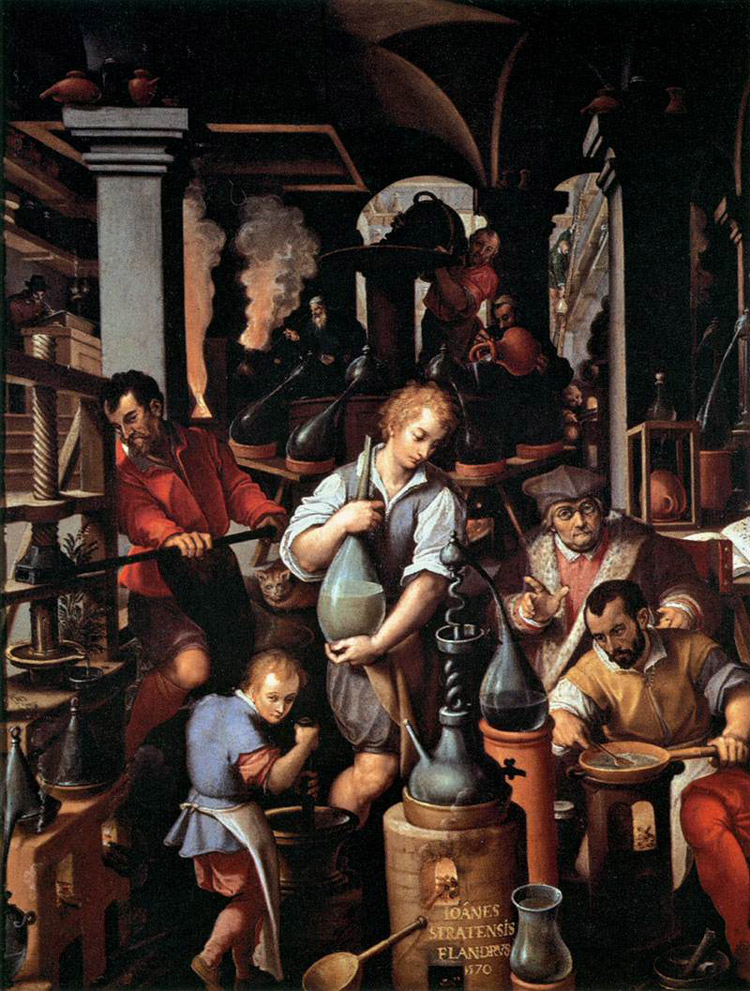
Het atelier van de alchemist  (1571)
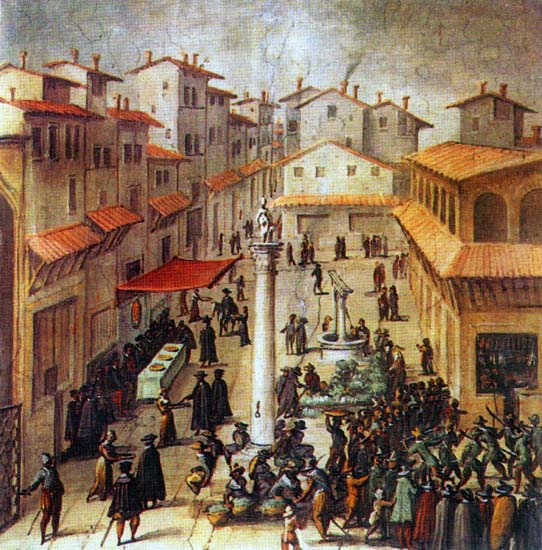
Piazza della Repubblica Sala della Gualdrara, Palazzo Vecchio, Florence
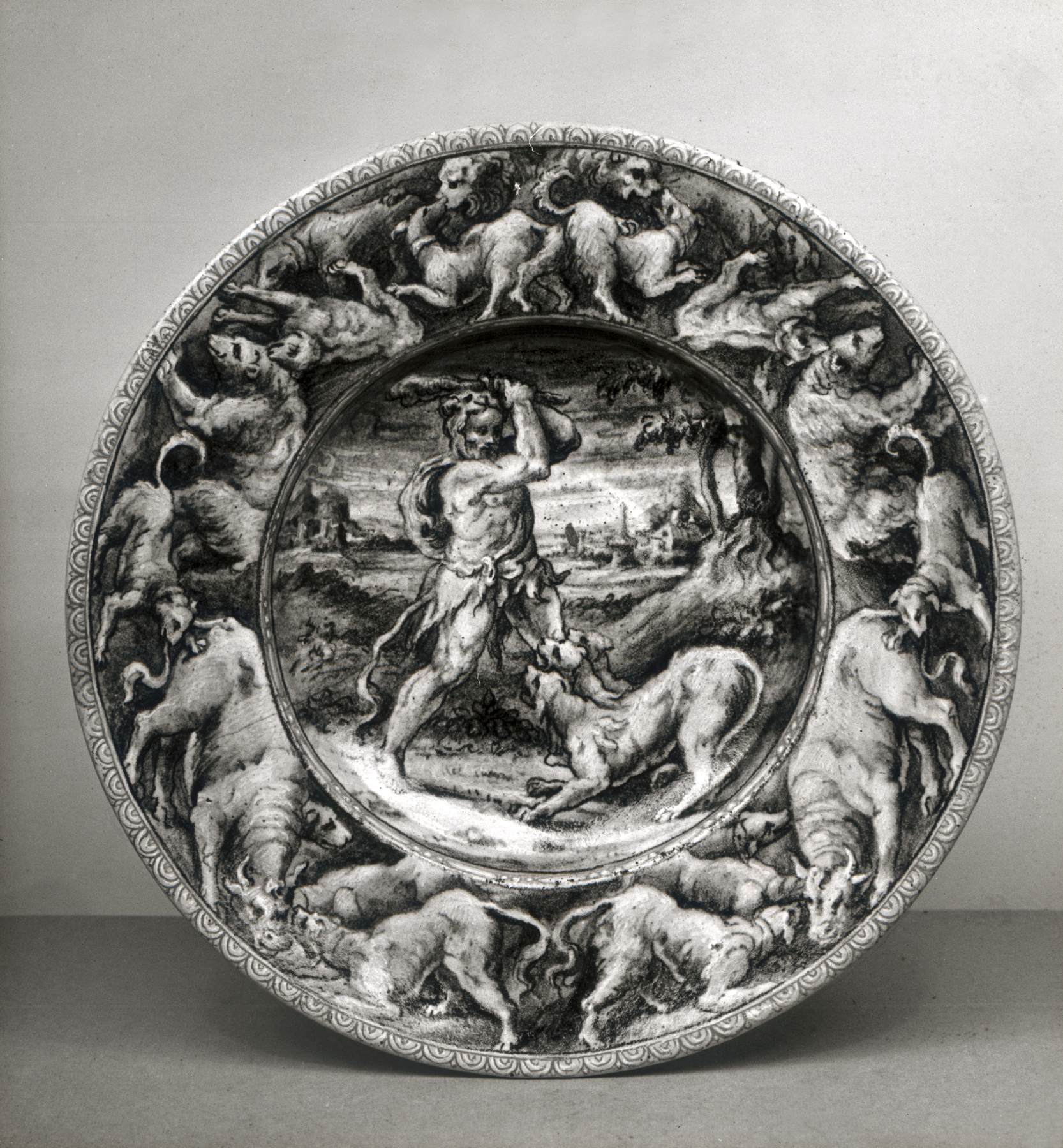
Majolica, naar ontwerp van Stradanus

- Auckland Art Gallery Toi o Tāmaki: 1529
- Art Gallery of South Australia: 2571
- Bibsys: 3044104
- Biblioteca Nacional de España: XX1353436
- Bibliothèque nationale de France: cb13570787q (data)
- Biografisch Portaal: 31334223
- CiNii: DA08690365
- Stuttgart Database of Scientific Illustrators 1450–1950: 6679
- Gemeinsame Normdatei: 118755730
- International Standard Name Identifier: 0000 0000 8108 906X
- KulturNav: db1f0f12-5334-452d-85e4-466d8b6aa4ce
- Library of Congress Control Number: n84804240
- National Gallery of Victoria: 5018
- Nationale Bibliotheek van Tsjechië: jn20011018095
- Nationale bibliotheek van Australië: 35875335
- Nationale Bibliotheek van Israël: 987007272035905171
- Nationale Bibliotheek van Polen: a0000002754136
- Nationale en Universitaire bibliotheek Zagreb: 000787909
- Nederlandse Thesaurus van Auteursnamen: 071323821
- Réseau des bibliothèques de Suisse occidentale: 02-A005535055
- RKD-Nederlands Instituut voor Kunstgeschiedenis: 75652
- Istituto Centrale per il Catalogo Unico: RAVV075215
- LIBRIS: 308154
- SNAC: w6zs6zc7
- Système universitaire de documentation: 052637131
- Museum of New Zealand Te Papa Tongarewa: 48136
- Trove: 1126519
- Union List of Artist Names: 500011304
- Virtual International Authority File: 29699451
- WorldCat: E39PBJwRVrGP4cjGcDppRJJCcP